# Betroka (geslacht)
Betroka is een geslacht van vlinders van de familie grasmineermotten (Elachistidae).

## Soorten
- B. jacobsella Viette, 1955